# Islands konstmuseum

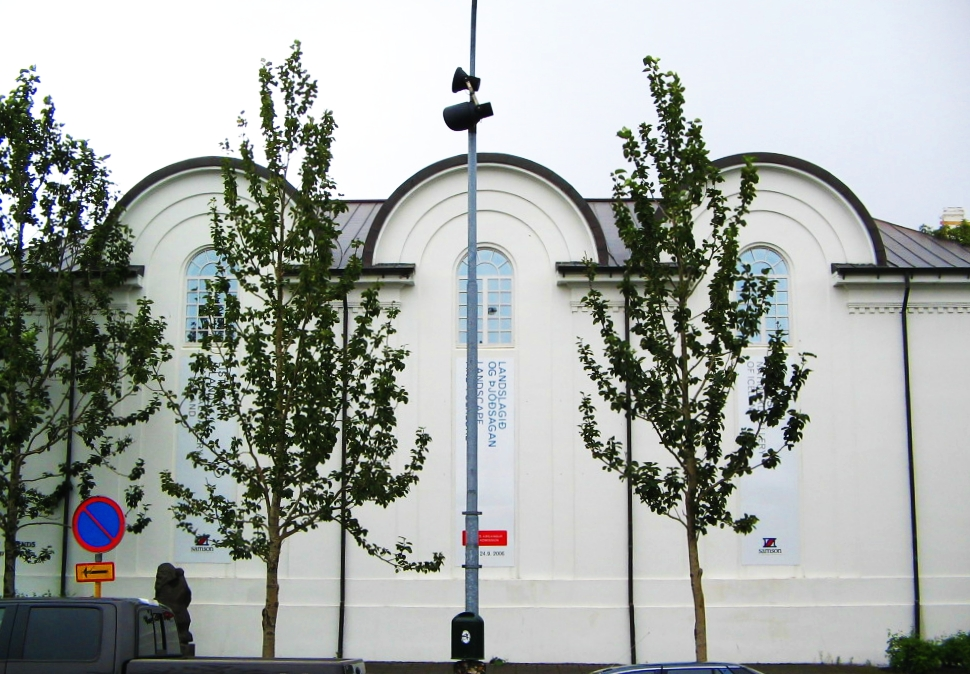
Islands konstmuseum

Islands konstmuseum är ett statligt isländskt konstmuseum i Reykjavik,.
Islands konstmuseum grundades 1884 i Köpenhamn av Björn Bjarnarson med en samling, som bestod av donerade målningar av huvudsakligen danska målare. 
Museet utgjorde en fristående institution mellan 1884 och 1916, då Alltinget beslöt att det skulle ingå i Islands nationalmueum. Enligt en lag från 1928 lades det administrativt under Alltingets kulturutskott och 1960 blev museet åter en självständig institution.
Samlingarna var utställda i Alltingshuset mellan 1885 och 1950, då de överfördes till Nationalmuseets byggnad på Sudurgata. År 1987 invigdes de nuvarande lokalerna på Fríkirkjuvegur 7, som ursprungligen hade uppförts som Reykjaviks fryshus 1916, ritat av Guðjón Samúelsson. Museet har senare byggts ut efter ritningar av Garðar Halldórsson.